# Shiratsuyu
Lo Shiratsuyu (白露? lett. "Rugiada bianca/scintillante") è stato un cacciatorpediniere della Marina imperiale giapponese, prima ed eponima unità della stessa classe. Fu varato nell'agosto 1936 dal cantiere di Sasebo.
Nei primi mesi della guerra nel Pacifico fu impegnato in una serie di missioni di scorta a trasporti e unità da guerra tra il Giappone e i territori via via occupati. Fu presente sia alla battaglia del Mar dei Coralli (4-8 maggio 1942) che a quella delle Midway (4-6 giugno 1942), ma in entrambe ebbe un ruolo marginale. In ottobre, dopo aver operato tra Truk, isole Marshall e Giappone, fu spostato nelle isole Shortland e partecipò alla seconda fase della campagna di Guadalcanal. Danneggiato da un bombardiere Boeing B-17 Flying Fortress, dovette tornare a Sasebo e rientrò in azione solo nella seconda metà del luglio 1943; a novembre partecipò alla battaglia della baia dell'imperatrice Augusta, subendo danni per una collisione accidentale: rimase dunque per oltre un mese in cantiere, quindi tra 1943 e 1944 giunse a Truk accompagnando alcuni incrociatori pesanti. Da questa base operò in diverse missioni di trasporto truppe o di scorta a convogli, culminate nei tentativi di inizio giugno 1944 di recare rinforzi all'isola di Biak. Nella notte tra 14 e 15 giugno salpò da Davao a difesa di un gruppo di petroliere della 1ª Flotta mobile pronta a combattere nelle isole Marianne, ma effettuò una manovra improvvisa che lo fece scontrare con una delle navi cisterna, causa della detonazione delle bombe di profondità. Colò a picco, con buona parte dell'equipaggio perito, a sud-est di Surigao.

## Impiego operativo

### Costruzione
Il cacciatorpediniere Shiratsuyu fu ordinato nell'anno fiscale edito dal governo giapponese nel 1931. La sua chiglia fu impostata nel cantiere navale di Sasebo il 14 novembre 1933 e il varo avvenne il 5 aprile 1935; fu completato il 20 agosto 1936. Prima della fine degli anni trenta la nave formò con lo Shigure, lo Yugure e l'Ariake la 27ª Divisione cacciatorpediniere, dipendente dalla 1ª Squadriglia della 1ª Flotta.

### 1941-1942
Tra il 1940 e il 1941 lo Shiratsuyu passò al comando del capitano di corvetta Nagahide Sugitani. Il 7 dicembre 1941, giorno dell'attacco di Pearl Harbor, rimase nelle acque nazionali del Giappone a difesa del nucleo di corazzate della 1ª Flotta. Il 18 dicembre salpò da Tokuyama con il resto della 27ª Divisione, andò incontro alla 1ª Flotta aerea del viceammiraglio Chūichi Nagumo reduce dall'operazione e la scortò sino a Hashirajima, toccata il 23. Il 18 gennaio 1942 scortò assieme allo Shigure un convoglio da Moji all'Isola di Formosa, quindi tornò a Kure il 4 febbraio; di nuovo il 17 uscirono in mare e accompagnarono la portaerei Zuiho da Yokosuka a Davao, città da poco occupata sull'isola di Mindanao, e il 2 marzo tornarono a Hashirajima. Il 15 aprile l'intera 27ª Divisione partì da Sasebo e fece rotta per Mako, nelle isole Pescadores, dove si congiunse alle portaerei Shokaku e Zuikaku, che scortò sino alla base di Truk, raggiunta il 25 aprile. Qui il comandante Sugitani, salito al grado di capitano di fregata, cedette il proprio posto al capitano di corvetta Kanemitsu Hashimoto, che condusse lo Shiratsuyu (inserito con le navi gemelle nella squadra del viceammiraglio Takeo Takagi) nella battaglia del Mar dei Coralli, svoltasi tra il 4 e l'8 maggio 1942. In seguito alla sconfitta, il comando della 4ª Flotta tentò di cercare una contropartita organizzando rapidamente l'occupazione delle isole di Nauru e Ocean: lo Shiratsuyu, lo Shigure e l'Ariake si unirono il 13 maggio agli incrociatori pesanti Myoko e Haguro per formare una scorta distanziata al convoglio di trasporti e unità ausiliare: il siluramento del posamine Okinoshima il 16 maggio fece però abortire l'attacco. Le navi da guerra rientrarono a Truk e il 17 salparono per Kure, dove si fermarono il 22. Meno di una settimana più tardi lo Shiratsuyu e il resto della sua divisione furono aggregati alla flotta del viceammiraglio Shirō Takasu, che l'ammiraglio Isoroku Yamamoto aveva enucleato dalla 1ª Flotta per coprire a distanza le operazioni diversive nelle isole Aleutine, contemplate nel complesso piano per occupare l'atollo di Midway e battere le residue forze aeronavali statunitensi. La battaglia del 4-6 giugno, invece, segnò una dura sconfitta per la Marina imperiale giapponese e fu combattuta vicino all'atollo, coinvolgendo quasi esclusivamente la squadra del viceammiraglio Nagumo.
Il 14 luglio lo Shiratsuyu e le unità sorelle furono trasferite alla dipendenze della 4ª Squadriglia, 2ª Flotta del viceammiraglio Nobutake Kondō, rimanendo per circa un mese in Giappone. In questa occasione il cacciatorpediniere ebbe fornito un impianto binato di cannoni Type 96 da 25 mm L/60, sistemato su un basso ballatoio davanti alla plancia. L'11 agosto salpò con il resto della divisione per accompagnare la flotta sino alla rada di Truk, raggiunta il 15 agosto. Qui la 27ª Divisione passò provvisoriamente agli ordini della 4ª Flotta e operò per rafforzare le posizioni esposte delle isole Marshall. Il 18 agosto il solo Shiratsuyu fu nuovamente in mare con a bordo un nuovo presidio per l'atollo di Makin, rimasto deserto dopo un improvviso raid statunitense: il 21 la missione fu completata. Dal giorno successivo rimase nella zona dell'atollo Jaluit impegnato in compiti di trasporto truppe, quindi il 9 partì alla volta dell'isoletta di Ndeni, molto a est delle isole Salomone. Ne esplorò i paraggi ed eseguì un bombardamento, alla ricerca di una presunta base di idrovolanti statunitense; si unì quindi ad alcune altre unità in pattugliamento a nord delle Salomone. Ridislocato nelle isole Palau, salpò il 26 settembre di scorta a un convoglio che si fermò a Rabaul il 30. Il giorno seguente partì per prendere in consegna un secondo gruppo di trasporti proveniente dalle Palau, lo accompagnò sino alla base della Nuova Britannia e da qui alle isole Shortland (9 ottobre), base avanzata per le operazioni navali nella campagna di Guadalcanal. Il 10 portò a compimento un trasporto notturno di truppe e nelle prime del 12 ottobre si portò fuori dalle Shortland con l'incrociatore leggero Yura, lo Shigure e lo Yugure per andare incontro alle portaidrovolanti Chitose e Nisshin, di ritorno da una riuscita missione di rifornimento. Il giorno successivo prese il mare con la 27ª Divisione meno lo Yugure, la 2ª Divisione cacciatorpediniere e l'Akizuki con l'incarico di difendere un convoglio composto da sei mercantili che avrebbero recato carri armati, munizioni e truppe a Guadalcanal, in vista di una grande offensiva. Tra il 14 e il 15 ottobre l'intero carico fu portato a terra con successo, ma tre navi furono perdute perché incagliate o bersagliate del tiro nemico (Azumansan Maru, Kyushu Maru, Sasako Maru). Il 16 i mercantili superstiti e le navi da guerra riguadagnarono le Shortland, ma già il giorno dopo lo Shiratsuyu, lo Shigure e l'Ariake effettuarono un totale di cinque viaggi di rinforzo: presso capo Speranza e Tassafaronga scaricarono sei pezzi da campagna, 2159 uomini, munizioni e rifornimenti vari, portando indietro malati. Il 25 ottobre si portò con altri cacciatorpediniere al largo di Guadalcanal e danneggiò gravemente il dragamine USS Zane; contribuì poi all'affondamento del rimorchiatore USS Seminole e di una nave pattuglia.
Il 2, 5 e 8 novembre la 27ª Divisione, l'incrociatore leggero Tenryu e gruppi di ulteriori sei-otto cacciatorpediniere effettuarono tre distinti viaggi a Guadalcanal. Nel complesso furono sbarcati circa 1000 soldati, tonnellate di cibo, munizioni e furono evacuati oltre 300 tra feriti, costruttori e operai. Nei giorni successivi la 27ª Divisione, meno l'Ariake, fu messa in linea dal viceammiraglio Kondō per coprire il fianco meridionale della squadra da bombardamento del viceammiraglio Hiroaki Abe; perciò lo Shiratsuyu, rimasto nei pressi delle isole Russell, non partecipò alla battaglia navale di Guadalcanal, terminata con una netta sconfitta strategica giapponese. Dalle Shortland andò a Truk, quindi il 22 novembre a Rabaul, che lasciò il giorno successivo come parte di un convoglio destinato alle posizioni nipponiche di Lae e Salamaua (Nuova Guinea). Nel corso della navigazione le unità furono attaccate da uno stormo nemico e il comando di Rabaul le richiamò indietro: lo Shiratsuyu caricò a bordo l'equipaggio del cacciatorpediniere Hayashio, gravemente colpito, e lo colò a picco. Il 28 novembre partecipò a un tentativo di recare rinforzi a Buna e il giorno successivo fu centrato durante l'attacco di bombardieri Boeing B-17 Flying Fortress; un ordigno scoppiò a prua, provocando un vasto allagamento. Sviluppando appena 9 nodi massimi, riuscì a portarsi il 30 a Rabaul, dove ricevette riparazioni provvisorie che gli consentirono di salpare il 18 dicembre per Truk, toccata il 22. Qui fu sottoposto a lavori più estesi che lo tennero fermo per due mesi.

### 1943
Il 16 febbraio 1943 lo Shiratsuyu partì da Truk e il 19 si fermò a Saipan per ulteriori riparazioni, durate sei giorni. Fece dunque rotta per Sasebo, dove il 2 marzo fu sistemato in bacino di carenaggio: i lavori si protrassero a lungo e solo dal 20 luglio si rintracciano notizie sullo Shiratsuyu, che con il resto della 27ª Divisione passò alla 2ª Squadriglia della 2ª Flotta. Tra il 31 luglio e il 14 settembre, assieme ai cacciatorpediniere Akebono, Ushio, Maikaze e Nowaki, scortò la portaerei di scorta Unyo in tre viaggi tra Yokosuka e Truk, forse per trasportare velivoli. Il 14, a Yokosuka, il comandante Hashimoto fu rimpiazzato dal capitano di corvetta Kuro Matsuda, che subito condusse la missione di scorta della nave rifornimento Mamiya sino a Truk, quindi tornò in Giappone il 22. Tra il 4 e il 17 ottobre fu in mare allo scopo di coprire il transito di alcuni convogli in partenza da Yokosuka per Rabaul, con tappa a Truk; il 23 recò truppe sulla piccola isola di Garove e sia il 26, sia il 29 portò rinforzi a Qavuvu. Nella notte del 2 novembre partecipò, assieme agli incrociatori pesanti Haguro e Myoko, quelli leggeri Sendai e Agano e cinque cacciatorpediniere alla deludente battaglia della baia dell'imperatrice Augusta, che si concluse con la sconfitta tattica giapponese. Lo Shiratsuyu entrò anche in collisione con il Samidare nei minuti immediatamente precedenti lo scontro e, mentre la squadra nipponica ripiegava, fu mitragliato da alcuni aerei statunitensi: in totale l'equipaggio ebbe quattro morti e due feriti, si registrarono altresì la distruzione dei tubi lanciasiluri e degli apparati telemetrici dei cannoni da 127 mm. Il 6 novembre lasciò dunque Rabaul, giunse l'8 a Truk e quattro giorni dopo salpò di scorta al Myoko e all'Haguro per Sasebo: nel porto fu posto in bacino e raddobbato, fu privato della torre poppiera singola e anche dei due cannoni Vickers da 40 mm; tutte queste armi furono sostituite da tre installazioni triple di cannoni Type 96 da 25 mm. Inoltre furono eliminati gli otto siluri di riserva e, sull'albero tripode prodiero, fu aggiunto un radar Type 22 per il tiro contro bersagli navali. Tornato in completa efficienza, tra il 24 e il 29 dicembre accompagnò gli incrociatori pesanti Tone, Myoko e Haguro da Kure a Truk.

### 1944 e l'affondamento
Il 2 gennaio lo Shiratsuyu scortò i tre incrociatori in una missione di trasporto truppe per l'atollo di Kwajalein, nelle isole Marshall: il 4 i reparti scesero a terra e il giorno successivo tutte le unità rientrarono a Truk. Dall'11 gennaio al 1º febbraio il cacciatorpediniere fu impegnato in una serie di viaggi di scorta tra Truk e Yokosuka, durante i quali recuperò i naufraghi del trasporto Yasukuni Maru, silurato dai sommergibili statunitensi. Il 10 febbraio formò con i cacciatorpediniere Michishio e Tamanami la scorta alla nave da battaglia Musashi e all'incrociatore leggero Oyodo, che da Truk giunsero a Yokosuka il 15; da lì ripartì a difesa della sola Musashi che fece rotta per le isole Palau, dove gettò le ancore il 29 febbraio. Il 9 marzo lo Shiratsuyu riprese il mare assieme al Myoko e all'Haguro per scortare un gruppo di petroliere diretto a Balikpapan, nel Borneo sud-orientale: dopo aver prelevato il petrolio, il convoglio tornò alle Palau entro il 24 marzo. Cinque giorni più tardi, su ordine diretto del comandante della Flotta Combinata ammiraglio Mineichi Kōga, abbandonò con numerose altre navi da guerra (inclusa la Musashi) la troppo esposta rada delle Palau e il 3 aprile giunse con la corazzata a Kure: non è confermato se nel locale arsenale fu rapidamente dotato di dieci cannoni Type 96, tutti su affusti singoli, mentre è provato che all'albero tripode fu inchiavardato un radar Type 13 da ricerca aerea. Spostato nelle acque cinesi, lo Shiratsuyu fece parte della numerosa scorta al grande convoglio "Take Ichi", che salpò da Shanghai il 21 aprile per giungere, attraverso le tappe di Manila, Bangka e Balikpapan a Tawi Tawi, l'ancoraggio del grosso della Marina imperiale. Il 18 maggio, nonostante il contrasto statunitense e le perdite, buona parte delle navi e del carico arrivarono a destinazione. Lo Shiratsuyu, riunitosi al resto della 27ª Divisione, salpò il 30 con la 5ª Divisione incrociatori per Davao (Filippine) per formare lo schermo difensivo a un'urgente missione di rifornimento all'isola di Biak, sulla quale erano sbarcati due reggimenti americani. Il 2 giugno il convoglio e la scorta partirono, ma dopo poche ore tornarono indietro per la pronta reazione aerea nemica. Il 4 giugno la 27ª Divisione si fermò a Sorong e, quattro giorni dopo, l'operazione fu ritentata: lo Shiratsuyu fu mitragliato alcune volte ed ebbe quattro morti e cinque feriti, poi partecipò a un disordinato e ineffettivo scambio di cannonate con la modesta flotta d'appoggio statunitense al largo di Biak. Annullata la missione, fece tappa a Batjan e quindi si portò a Davao il 12 giugno. Il 14 giugno, nel quadro dello schieramento della nuova forza di portaerei per proteggere le isole Marianne e ingaggiare una battaglia decisiva contro la United States Pacific Fleet per rovesciare le sorti compromesse della guerra, lo Shiratsuyu formò con altre navi la scorta al gruppo di quattro petroliere incaricate del rifornimento in mare della squadra del viceammiraglio Jisaburō Ozawa; le unità partirono nella notte. Durante la navigazione le vedette dello Shiratsuyu credettero di aver localizzato la scia di alcuni siluri e il capitano Matsuda ordinò una brusca accostata. La manovra non fu segnalata debitamente e la sopraggiungente petroliera Seiyo Maru troncò la poppa del cacciatorpediniere; alcune bombe di profondità si attivarono per l'urto e lo Shiratsuyu fu distrutto da una serie di esplosioni, che uccisero gran parte dell'equipaggio. Lo scafo sventrato affondò a circa 90 miglia a sud-est dello Stretto di Surigao (9°09′N 126°51′E) e si contarono 104 morti, incluso il comandante.
Il 10 agosto 1944 lo Shiratsuyu fu rimosso dalla lista del naviglio in servizio con la Marina nipponica.